# سمول مونتانا
سمول مونتانا مواليد 24 فبراير 1913 في الفلبين - الوفاة 4 أغسطس 1976 في الفلبين، كان ملاكم محترف فلبيني صنّف ضمن فئة وزن الذبابة.

## إحصائيات
خاض خلال مسيرته 118 نزالا، فاز في 83 وتعادل في 10 وخسر في 24. فاز بالضربة القاضية في 18 نزالا.

## روابط خارجية
- سمول مونتانا على موقع بوكس ريك (الإنجليزية) (registration required)